# Max Eisinger
Max Eisinger (* 26. Juni 1909 in Karlsruhe; † 24. April 1989) war ein deutscher Schachmeister.

## Schachkarriere

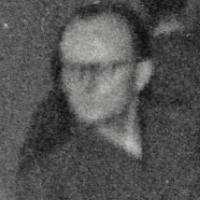
Max Eisinger Oberhausen 1961

Eisinger lernte im Alter von 12 Jahren das Schachspielen. 1925 trat er dem Karlsruher Schachklub von 1853 bei, aus dem 1970 der Verein Karlsruher Schachfreunde hervorging. 1930 belegte er bei der Rheinmeisterschaft nach Sonneborn-Berger-Wertung den zweiten Platz. 1934 wurde er erstmals Meister von Baden. Bei der deutschen Fernschachmeisterschaft 1935/37, die am 1. September 1935 begann und bis ins Frühjahr 1937 andauerte, belegte er zusammen mit drei anderen Spielern den ersten bis vierten Platz, der Titel wurde nicht vergeben. Insgesamt gewann er elfmal die badische Meisterschaft, siebenmal den badischen Pokal und 25 Mal die Vereinsmeisterschaft der KSF.
Zwischen 1938 und 1972 nahm er 13 mal an der Deutschen Meisterschaft teil. Für seinen 5. Platz 1949 in Bad Pyrmont erhielt er den Titel Deutscher Schachmeister. 19 mal nahm er an Länderkämpfen für Deutschland teil, darunter an der Endrunde der Mannschaftseuropameisterschaft 1961 in Oberhausen. Noch bis 1981 spielte er mit der Karlsruher Mannschaft in der 2. Bundesliga.

## Funktionär
Eisinger arbeitete im Vorstand der Karlsruher Schachfreunde und im Badischen Schachverband, wo er Ehrenmitglied wurde. Er war Vertreter der Meisterspieler im Präsidium des Deutschen Schachbundes. Bei den Schacholympiaden 1970 in Siegen und 1974 in Nizza war er Delegationsleiter der deutschen Olympiamannschaft.

## Privates
Eisinger war von Beruf Diplomkaufmann. Von 1939 bis 1945 war er als Soldat im Einsatz. Er war Mitglied der KDStV Normannia zu Karlsruhe im CV.